# Канерва, Вильям
Юрьё Вильям Канерва (фин. Yrjö William Kanerva; 26 ноября 1902, Импилахти, Российская империя — 10 октября 1956, Хельсинки, Финляндия) — финский футболист, полузащитник. Участник летних олимпийских игр 1936 года.

## Биография
Вильям Канерва родился 26 ноября 1902 года в городе Импилахти.
С 1919 года по 1922 год являлся игроком финского футбольного клуба ХИК. В 1920 году стал победителем юношеского чемпионата Финляндии по конькобежному спорту. В 1923 году перешёл в футбольную команду «Хельсингин Паллосеура». Вместе с клубом пять раз становился чемпионом Финляндии в 1927, 1929, 1932, 1934 и 1935 годах.
В составе национальной сборной Финляндии выступал с 1922 года по 1938 год, проведя в составе сборной 50 матчей и забив 13 голов. На данный момент Канерва занимает 10 место в списке бомбардиров в истории сборной Финляндии. Дебют в футболке сборной состоялся 5 июня 1922 года в товарищеском матче против Швеции (1:4). Канерва принял участие в Туранском турнире 1934 года и трёх чемпионатах Северной Европы.
Летом 1936 года главный тренер команды Фердинанд Фабра вызвал Вильяма на летние Олимпийские игры в Берлине. Финляндия начала турнир со стадии 1/8 финала, где уступила Перу со счётом (3:7) и покинула соревнования. Канерва забил один из голов в этом матче.
Свою последнюю игру за сборную он провёл 18 сентября 1938 года в рамках товарищеской встречи с Литвой (3:1).
Канерва скончался 10 октября 1956 года в возрасте 53 лет в Хельсинки.

## Достижения
- Чемпион Финляндии (5): 1927, 1929, 1932, 1934, 1935